# Зеленяр піурійський
Зеленя́р піурійський (Sphenopsis piurae) — вид горобцеподібних птахів родини саякових (Thraupidae). Мешкає в Еквадорі і Перу. Раніше вважався конспецифічним з чорнощоким зеленарем.

## Підвиди
Виділяють два підвиди:
- S. p. piurae (Chapman, 1923) — Анди на крайньому південному заході Еквадору (південна Лоха) і північний захід Перу (П'юра);
- S. p. macrophrys (Koepcke, 1961) — західні схили Анд на північному заході Перу (на південь до Ла-Лібертаду).

## Поширення і екологія
Піурійські зеленярі мешкають на західних схилах Анд в Еквадорі і Перу. Вони живуть в підліску вологих гірських тропічних лісів та на узліссях. Зустрічаються на висоті від 1500 до 2500 м над рівнем моря.